# Scott Malolua
Pas d'image ? Cliquez ici

a Compétitions nationales et continentales officielles uniquement.

b Matchs officiels uniquement.
Dernière mise à jour le 27 août 2022.
Scott Malolua, né le 11 juin 1993 aux Samoa, est un joueur de rugby à XV international samoan évoluant au poste de demi de mêlée.

## Carrière

### En club
Scott Malolua commence sa carrière avec le club de Souths Rugby en Queensland Premier Rugby (championnat amateur de l'État du Queensland). Il remporte le championnat en 2015,.
Repéré par ses bonnes performances en club, il rejoint l'équipe professionnelle de Queensland Country en NRC lors de la saison 2015. Il dispute trois saisons avec cette équipe, mais ne dispute que six rencontres et ne connait aucune titularisation.
Lors de l'année 2018, il se consacre à son métier de charpentier, pensant alors que ses chances de faire carrière dans le rugby étaient passées.
En 2019, après un an éloigné des terrains, Brad Thorn, l'entraineur de la franchise des Queensland Reds, l'appelle afin de rejoindre son équipe en remplacement de joueurs blessés. Il fait ses débuts en Super Rugby en tant que remplaçant le 1er juin 2019 face aux Jaguares. Il joue ensuite les deux derniers match de la saison comme titulaire,. L'année suivante, il obtient un contrat à temps plein avec les Reds et dispute dix rencontres, dont quatre titularisations, en raison de la concurrence de Tate McDermott. Après cette deuxième saison avec les Reds, il n'est pas conservé, et met à nouveau sa carrière de joueur entre parenthèses.
En 2022, il reprend la pratique du rugby avec le club amateur du GPS Rugby en Queensland Premier Rugby.

### En équipe nationale
Scott Malolua joue avec la sélection scolaire australienne (en) en 2011.
Il joue avec l'équipe des Samoa des moins de 20 ans en 2013, disputant à cette occasion le championnat du monde junior 2013.
Il est sélectionné pour la première fois avec l'équipe des Samoa en août 2019, pour faire partie du groupe samoan pour disputer la coupe du monde au Japon. Il obtient sa première cape internationale le 7 septembre 2020 à l’occasion d’un match de préparation contre l'équipe d'Australie à Parramatta. Il subit cependant une blessure à l'épaule lors de ce match, ce qui l'oblige à déclarer forfait pour la Coupe du monde.

## Palmarès

### En club
- Vainqueur du Queensland Premier Rugby en 2015 avec Souths Rugby.
- Vainqueur du NRC en 2017 avec Queensland Country.
- Finaliste du Super Rugby AU en 2020 avec les Queensland Reds.

### En équipe nationale
- 1 sélection avec les Samoa depuis 2019.
- 0 point.